# Melanodolius brevicornis
Melanodolius brevicornis är en stekelart som först beskrevs av Joseph Kriechbaumer 1895.  Melanodolius brevicornis ingår i släktet Melanodolius och familjen brokparasitsteklar. Inga underarter finns listade i Catalogue of Life.